# Kyodo News
Kyodo News (共同通信社, Kyōdō tsūshinsha) est une agence de presse japonaise sous forme de coopérative sans but lucratif.
Elle a été créée en novembre 1945 et est basée à Tokyo. Au même moment a été créée Jiji Press (時事通信社, Jiji tsūshinsha), qui s'est spécialisée, elle, dans l'économie, pour diffuser ses nouvelles principalement sur le marché des entreprises. Les deux succédant à l'agence de presse Dōmei.
Le site est traduit en chinois (simplifié et traditionnel), coréen et anglais.
L'agence emploie plus de 1 000 journalistes et photographes, et maintient des accords d'échange de nouvelles avec plus de 70 médias internationaux.
Il s'agit du seul journal au monde qui est diffusé aussi en radiofacsimilé, à partir de Singapour sur les fréquences 4316, 8467.5, 12745.5, 16971, 17069.6, 22542.0, 16035.0 et 17430.0 MHz.